# Gold Rush (Drayton Manor)
Gold Rush im Drayton Manor (Drayton Bassett, Staffordshire, UK) ist eine Stahlachterbahn vom Modell Family Launch Coaster des Herstellers Intamin, die am 26: Juli 2024 eröffnet wurde. 
Das Besondere an der Bahn ist, dass die Bahn über zwei verschiedene Fahrtabläufe verfügt. Auf Grund der Art, wie die Fahrt abläuft, durchfahren die Züge auf der 593 m Streckenlänge insgesamt 808 m.

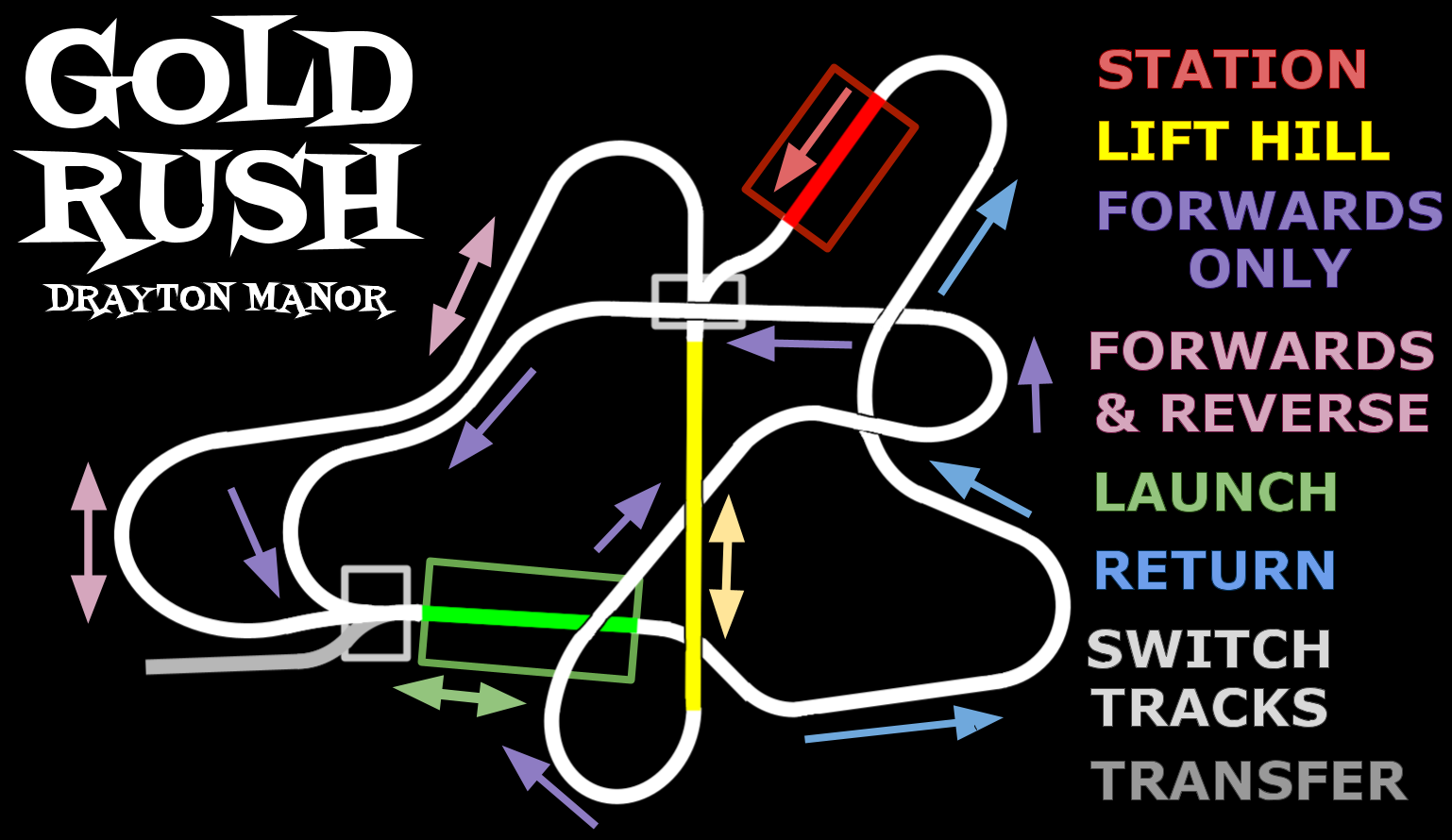

Beim einen Ablauf werden die Züge nach dem Verlassen der Station zunächst über einen Reibradlifthill in 17 m Höhe gezogen. Sie durchfahren dann vorwärts einen Parkour, bis sie auf einer Zwischenstrecke abgebremst werden. Hier werden sie dann rückwärts beschleunigt, bis sie wieder den Lift erreichen. Dort werden sie leicht nach oben gezogen, um dann die Strecke, die sie soeben rückwärts zurückgelegt haben, wieder vorwärts durchfahren. In dem Streckenabschnitt mit der Zwischenbremse werden die Züge diesmal nicht abgebremst, sondern beschleunigt und durchfahren einen weiteren Streckenabschnitt, bevor sie in der Schlussbremse ankommen.
Beim zweiten Ablauf werden die Züge ebenfalls nach dem Verlassen der Station zunächst den Lifthill hochgezogen. Oben angekommen, werden sie allerdings nicht über die Spitze gezogen, sondern rollen rückwärts den Lifthill hinab und durch einen Parkour bis zum Streckenabschnitt mit der Zwischenbremse, wo sie dann auch gestoppt werden. Sie werden nun wieder vorwärts beschleunigt durch denselben Parkour, der soeben rückwärts durchfahren wurde, bis wieder der Lift erreicht wird. Diesmal werden die Züge über den Lift gezogen und durchfahren anschließend einen weiteren Abschnitt, bis sie wieder am Abschnitt mit der Zwischenbremse ankommen. Dort werden sie nicht abgebremst, sondern beschleunigt und durchfahren einen weiteren Parkour bis zum Erreichen der Schlussbremse.
Um diese unterschiedlichen Fahrabläufe zu ermöglichen, wurden auf der Strecke zwei Weichen verbaut.

## Züge
Gold Rush besitzt zwei Züge mit jeweils vier Wagen. In jedem Wagen können sechs Personen (drei Reihen à zwei Personen) Platz nehmen.